# Simone Arcagni
Simone Arcagni (Novara, 1971) è uno scrittore e docente italiano.

## Biografia
Si occupa di new media, Intelligenza Artificiale, cultura e arte digitale. È docente presso l'Università IULM di Milano nel Dipartimento di Comunicazione, Arti e Media. I suoi studi si concentrano su nuovi media, Intelligenza Artificiale e tecnologie immersive, con particolare attenzione all'analisi culturale delle tecnologie digitali.
Dal 2009 al 2024 è stato docente di “Nuovi media e nuove tecnologie” e del corso “Cinema e Media” all’Università degli studi di Palermo.
Giornalista pubblicista dal 2003, firma articoli su testate giornalistiche nazionali e internazionali, quali «Nòva» de Il Sole 24 Ore, La Repubblica (quotidiano), Film TV, Italian Review, AGCult, CheFare, Tascabile, Oxygen, Bravacasa, Tuttodigitale, Il Mucchio Selvaggio, Nuovi Argomenti.
Alla produzione scientifica e accademica affianca l’attività di curatore, consulente, divulgatore.
Nel tempo è stato consulente per i nuovi media e le nuove tecnologie per il Museo Nazionale del Cinema di Torino, collabora con Rai Cinema e con festival come: il Pesaro FilmFestival, Videocittà, Fantasticon Film Festival e Rome VideogameLab.
È consulente scientifico dell'Unione Editori e Creators Digitali di ANICA, direttore del Metalab di Napoli, direttore scientifico di OnLive Campus.
Insegna alla Scuola Holden di Torino e in diversi seminari, master e corsi di dottorato in Italia e all’estero.
Autore di articoli, saggi, monografie. Per Einaudi ha pubblicato: Visioni digitali (2016) e L’Occhio della macchina (2018), per Solferino Libri L’Algoritmo di Babele (2024) scritto con Andrea Colamedici.

## Pensiero
La ricerca di Simone Arcagni si focalizza sui media e le tecnologie digitali, con un'attenzione particolare ai nuovi media e alla cultura digitale. I suoi studi analizzano le implicazioni culturali di tecnologie come la computer vision, le tecnologie immersive e, più recentemente, l’intelligenza artificiale e l’intelligenza artificiale generativa. In questo ambito, ha studiato l'evoluzione della cibernetica come possibile chiave di lettura del sistema tecnologico contemporaneo.
Nel campo dei nuovi media, Arcagni analizza i formati audiovisivi emergenti, tra cui videoclip musicali, video virali, webserie, webdoc e machinima. Ha sviluppato il concetto di Postcinema, definendolo come l'insieme di forme e pratiche audiovisive legate alle tecnologie digitali che, pur non essendo propriamente cinematografiche, ne riprendono linguaggi e immaginari. I suoi studi si estendono anche alla realtà virtuale (VR), alla realtà estesa (XR) e al metaverso, nonché alle forme ibride di narrazione audiovisiva come il live cinema, le installazioni video e il videomapping.
Ha approfondito il concetto di Future Cinema, analizzando le nuove forme di fruizione e di interazione del pubblico con i contenuti digitali. Negli ultimi anni, ha studiato l'ibridazione tra presenza fisica e virtuale nelle forme di spettacolo digitale dal vivo.
In contrasto con gli approcci che vedono principalmente il digitale come un fenomeno sociale, Arcagni cerca di osservare le tecnologie digitali come una “funzione culturale” e un “sistema culturale”, analizzandole attraverso le lenti degli Studi Culturali. Seguendo il pensiero di autori come Ted Striphas, Yuk Hui, Katherine Hayles, Dennis Yi Tenen, James Bridle e Fredric Jameson, indaga le metafore, gli immaginari e le narrazioni legate al digitale.

## Opere
- L'algoritmo di Babele. Storie e miti dell'intelligenza artificiale, Milano, Solferino, 2024, ISBN 9788828215813
- Cinema Futuro. Futurologia del cinema[4] Nero, Roma, 2021, ISBN 9788880561163
- Immersi nel futuro. La Realtà virtuale nuova frontiera del cinema e della TV, Palermo University Press/Rai, Palermo, Roma, 2020, ISBN 9788855091800.
- L’occhio della macchina, Einaudi, Torino, 2018, ISBN 9788858429457.
- Visioni digitali. Video, web e nuove tecnologie, Einaudi, Torino, 2016, ISBN 978-88-06-22751-7.
- Screen City, Bulzoni, Roma, 2012, ISBN 9788878707306
- Oltre il cinema. Metropoli e media, Kaplan, Torino, 2010, ISBN 9788889908426.
- Music Video, Kaplan, Torino, 2007, ISBN 9788889908907.
- Dopo carosello. Il musical cinematografico italiano, Falsopiano, Alessandria, 2006, ISBN 9788889782033.
- New Wave, Giunti, Firenze, 2001, ISBN 9788809018495.
- Il cinema dei Beatles, Falsopiano, Alessandria, 1998, ISBN 9788887011166.

## Curatele
- Curatore della sezione Cinema e VR alla Mostra Internazionale Nuovo Cinema Pesaro (in collaborazione con CTE Pesaro) (giugno 2024).
- Curatore della mostra AI generative e Cinema per Rome Videogame Lab e Auditorium Parco della Musica, in collaborazione con Rai Cinema (2024).
- Curatore per NAO Performing Festival (Fabbrica del Vapore – Milano, 14 dicembre 2023) (danza, tecnologie e video).
- Consulenza scientifica del progetto artistico Favoletta di Irene Dionisio per Futuradio la festa di Rai Radio 3 (2023).
- Curatore della sala AI della mostra Il futuro del cinema - Il cinema del futuro, Museo Nazionale del Cinema di Torino (22 giugno – 7 settembre 2023).
- Co-curatore (con Mattia Nicoletti) di NFT | Cinema, mostra a Cinecittà con il sostegno di Rome Videogame Lab, ANICA e Rai Cinema (2022).
- Direttore scientifico di OnLive Campus (Fondazione Piemonte dal vivo – Lavanderia a Vapore) (triennio 2022-2025)
- Curatore e Coordinatore Scientifico di Festival della Scienza e della Innovazione di Settimo (2022/2023)
- Direzione Scientifica di ONLIVE (stagione di spettacoli live e digitali) di Fondazione Piemonte dal Vivo (inverno/primavera 2022).
- Curatore per il festival Sottodiciotto: creatività digitale, contenuti immersivi e interattivi. (dal Torino, 2021).
- Curatore di Cinema futuro, mostra a Cinecittà con il sostegno di Rome Videogame Lab e Rai Cinema (2021).
- Curatore per il festival Letterature Migranti (Palermo, dal 2020)
- Curatore (con Valentino Catricalà) Between Art and Virtual Reality-MakerArt Faire Roma (10-13 dicembre, 2020).
- Curatore Videogame Lab e Q Academy (Roma): interactive art, videogame, digital art, culture digitali. (dal 2020)
- Curatore VRE Fest: realtà virtuale e extended reality. (Roma, dal 2019)
- Curatore di Futuri Passati, mostra al Polo del ‘900 all’interno di Biennale Democrazia (Torino, 2019).
- Co-curatore (con Donata Pesenti Campagnoni) di #FacceEmozioni, mostra al Museo Nazionale del Cinema (Torino, 2019)

## Curatele e direzioni

### Mostre
- Curatore della mostra AI generative e Cinema per Rome Videogame Lab e Auditorium Parco della Musica, in collaborazione con Rai Cinema (2024).
- Curatore della sala AI della mostra Il futuro del cinema - Il cinema del futuro, Museo Nazionale del Cinema di Torino (22 giugno – 7 settembre 2023).
- Co-curatore (con Mattia Nicoletti) di NFT | Cinema, mostra a Cinecittà con il sostegno di Rome Videogame Lab, ANICA e Rai Cinema (2022).
- Curatore di Cinema futuro, mostra a Cinecittà con il sostegno di Rome Videogame Lab e Rai Cinema (2021).
- Curatore di Futuri Passati, mostra al Polo del ‘900 all’interno di Biennale Democrazia (Torino - 2019).
- Co-curatore (con Donata Pesenti Campagnoni) di #FacceEmozioni, mostra al Museo Nazionale del Cinema (Torino, 2019).

### Festival
- Direzione Scientifica di ONLIVE (conferenza/festival/mercato sullo spettacolo digitale dal vivo) di Fondazione Piemonte dal Vivo (da inverno/primavera 2022).
- Curatore della sezione Cinema e VR alla Mostra Internazionale Nuovo Cinema Pesaro (in collaborazione con CTE Pesaro)(giugno 2024).
- Curatore per NAO Performing Festival (Fabbrica del Vapore – Milano, 14 dicembre 2023) (danza, tecnologie e video).
- Curatore e Coordinatore Scientifico di Festival della Scienza e della Innovazione di Settimo (2022/2023).
- Curatore per il festival Sottodiciotto (Torino): creatività digitale, contenuti immersivi e interattivi (dal 2021).
- Curatore per il festival Letterature Migranti (Palermo, 2020).
- Curatore Videogame Lab e Q Academy (Roma): interactive art, videogame, digital art, culture digitali (dal 2020).
- Curatore VRE Fest (Roma): realtà virtuale e extended reality (dal 2019).

### Arte
- Consulenza scientifica del progetto artistico Favoletta di Irene Dionisio per Futuradio la festa di Rai Radio 3 (2023).
- Curatore (con Valentino Catricalà) Between Art and Virtual Reality-MakerArt Faire Roma (10-13 dicembre 2020).

## Articoli
- Intelligenza Artificiale: tra divide e nuovi scenari, in AA.VV., Next Gen AI. Opportunità e lati oscuri dell’Intelligenza Artificiale nel mondo culturale e creativo (Associazione Civita), Marsilio, Venezia 2024.[7]
- Dalla Cibernetica all’Intelligenza Artificiale generativa. I media italiani a confronto con le tecnologie digitali, in AA.VV., Trasformazione Digitale e Intelligenza Artificiale. Una mappa delle sfide per i media di servizio pubblico, (Rai Ufficio Studi), Rai Libri, Roma, 2024[8].
- Il cinema alla prova degli NFT, in Anna Luigia De Simone (a cura di), NFT and Cultural Heritage, Postmedia, Milano, 2024[9].

- Abbiamo bisogno di una cultura della IA, in Aa.Vv. (Ministero della Cultura), Intelligenza artificiale. Creatività, etica, diritto e mercato, Gangemi, Roma, 2023.[10]
- La “Summa” di Lem e le memorie aliene, in «LMDP – La meraviglia del possibile», n. 7, dicembre 2023.
- Biology as a humanistic approach, in Freddy Paul Grunert (ed. by), HumaniTies and Artificial Intelligence, Noema/European Commission, Bruxelles, 2022.[11]
- Rendering in corso…, in Alexander R. Galloway, Gaming, Luca Sossella Editore, Roma, 2022.
- Cinema futuro, in Das Andere Kino. Texte zur zukunft des kinos, Lichter Filmfest Frankfurt International, Frankfurt, 2021.
- La vita dopo la rivoluzione, in Francesco De Biase (a cura di), Rimediare Ri-mediare. Saperi, tecnologie, culture, comunità, persone, Franco Angeli, Milano, 2020.
- Simbiosi uomo-macchina e dispositivi visivi, in «Fata Morgana», Umano, n. 37, gennaio-aprile 2019.
- Io ne ho viste cose…, in «Nuovi argomenti», n. 83, ottobre-dicembre 2018.
- Italia digitale, in Angela D’Arrigo, Mariagrazia Fanchi, Alessandro Rosina, Bruno Zambardino (a cura di), “Rapporto Cinema 2018. Spettatori, strumenti, scenari”, Fondazione Ente dello Spettacolo, Roma 2018.
- La transitorietà del fallimento nel digital video, in Paolo Magaudda, Gabriele Balbi (a cura di), Fallimenti digitali. Un'archeologia dei 'nuovi' media, Unicopli, Milano, 2018[12].
- Dal web al cinema e ritorno, in Pedro Armocida e Laura Buffoni (a cura di), Romanzo popolare. Narrazione, pubblico e storie del cinema italiano negli anni duemila, Marsilio, Venezia.[13]
- Esperienze di cinema più che immersivo: dalla Realtà Aumentata alla Realtà Virtuale fino al cinema neurale, in «Imago. Studi di cinema e media», n. 12, secondo semestre 2015.
- Pattern Recognition: The "Postcinema" Seen by William Gibson, in Imaginary Films in Literature (eds. by Stefano Ercolino, Massimo Fusillo, Mirko Lino, Luca Zenobi), Brill | Rodopi, Leiden | Boston, 2015.

## Editor, Curatore di Collana
- Dal 2015 è Direttore della rivista scientifica “ES Journal”
- Dal 2020 collabora con la casa editrice Luiss University Press in qualità di editor e dirige la collana “Nautilus” (assieme a Daniele Rosa).
- Dal 2007 al 2015 collabora con la casa editrice Kaplan di Torino e dirige la collana “One PM”.
- Dal 2004 al 2007: consulenza editoriale per le pubblicazioni di cinema per la casa editrice Lindau di Torino.